# Hangnach (Sigmarszell)
Hangnach (mundartlich: Hangna dundə) ist ein Gemeindeteil der Gemeinde Sigmarszell im bayerisch-schwäbischen Landkreis Lindau (Bodensee).

## Geographie
Das Dorf liegt circa drei Kilometer südlich des Hauptorts Sigmarszell. Östlich der Ortschaft fließt die Leiblach, die hier die Staatsgrenze zu Hörbranz im österreichischen Vorarlberg bildet. Westlich von Hangnach verläuft die Bundesautobahn 96. Der Ort wird oftmals mit dem Nahen in der Nachbargemeinde gelegenen Hangnach (Lindau) verwechselt.

## Ortsname
Der Ortsname stammt vom mittelhochdeutschen Wort hagen für Dornbusch, Dorn, Einfriedung und deutet auf eine Stelle mit viel Dorngestrüpp hin.

## Geschichte
Hangnach wurde erstmals urkundlich im Jahr 1356 als Hagnach erwähnt. Im Jahr 1460 wurden erstmals die Mühle und Säge im Ort genannt. 1811 wurde eine Papierfabrik in einer vorherigen Leinwand- und Bleicherwalkmühle in Hangnach gegründet. Diese bestand bis 1856, ehe sie in eine Spinnerei umgewandelt wurde. Hangnach gehörte einst zum äußeren Gericht der Reichsstadt Lindau.